# Tujon
Tujon är en keton och en monoterpen. Den förekommer i fyra stereoisomeriska former:

## Egenskaper
Tujon är lättlöslig i etanol, dietyleter och kloroform. Den förekommer i fyra stereoisomeriska former:

(−)-α-thujone
(+)-α-thujone
(+)-β-thujone
(−)-β-thujone

## Etymologi
Namnet tujon (på engelska thujone) är inspirerat av släktet Thuja, där man hittat tujon.

## Användning
Tujon återfinns i ett flertal växter, såsom tuja, nutkacypress, vissa arter av en, gråbo, salvia, renfana  och framförallt i malört (Artemisia absinthium).
Tidigt fann man i de nämnda växterna isomererna (-)-α-tujon och (+)-β-tujon i olika proportioner.
2016 fann man i Salvia officinalis (kryddsalvia), även de andra två isomererna, (+)-α-tujon och (−)-β-tujon.

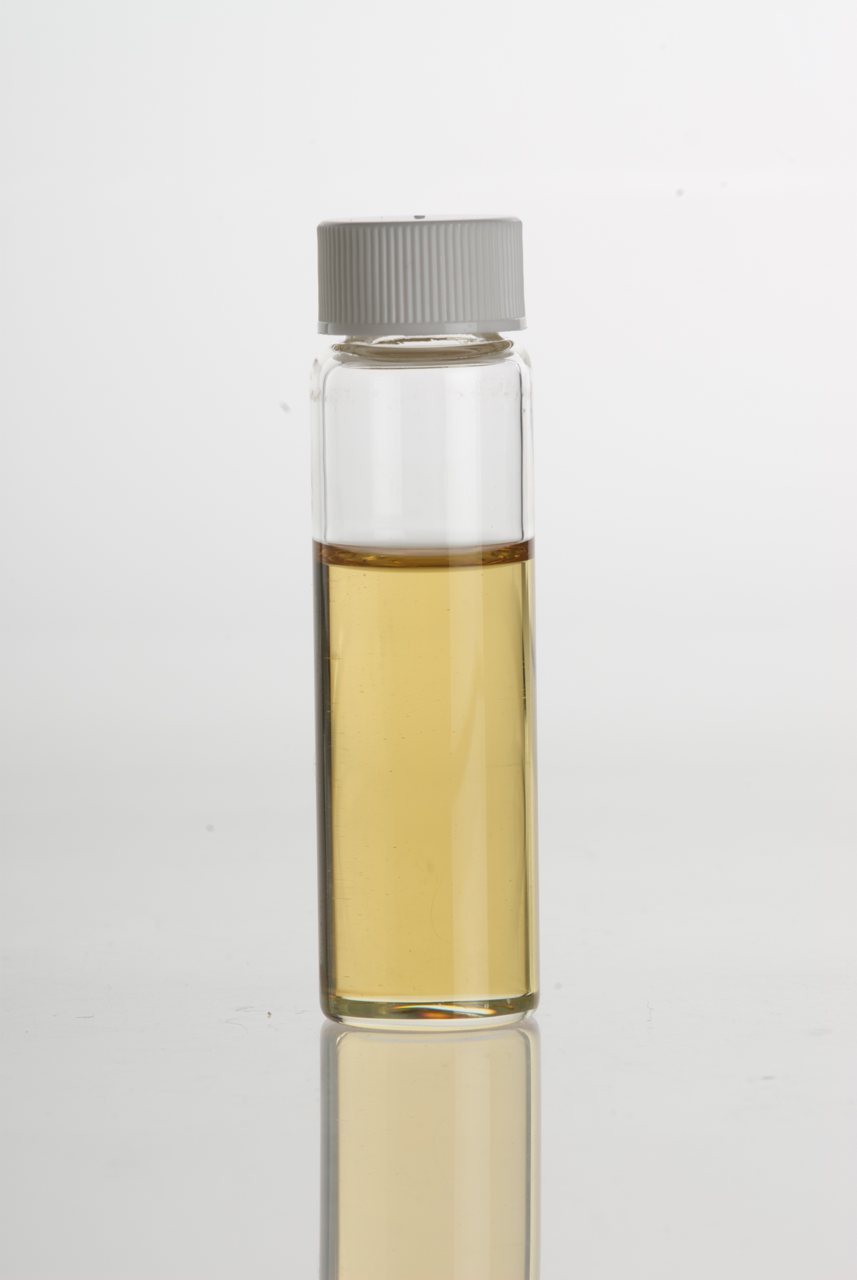
Salviaolja.

Av dessa växter kan framställas en eterisk olja, där tujonhalten är 25 – 77 %.
Den vida variationen beror på växtens art, jordmånen på växtorten, tiden på året och vädret vid skörden och andra omständigheter.
Tujon används som aromämne i vissa livsmedel och ingår som del i ett antal andra livsmedelstillsatser.
Ingår med sin mentol-liknande doft också som ingrediens i parfymer.

### Föreskrifter
Tujon är mest känt som ett ämne i spritdrycken absint i och med att det förekommer naturligt i olja från malört. I koncentrerad (ren) form kan tujon förorsaka kramper och föranleda döden och ämnet ansågs förr betinga den förmodade skadliga och kroniska effekten hos absint (så kallad absintism). Detta är dock något som alltid har ifrågasatts. 2005 och 2008 genomförda analyser av gammal (vintage) absint (alltså tillverkad före 1915), modern absint tillverkad enligt gamla originalrecept och modern absint enligt nya recept visar på mycket låga halter tujon (i de flesta fall under 10 mg/kg vilket i USA räknas som tujonfritt). Inom den europeiska unionen tillåts tujonhalter upp till 35 mg/kg i spritdrycker som t.ex. absint efter ett direktiv som antogs 1988 (se European Council Directive No. 88/388/EEC - sid 10).

### Medicinsk kommentar
Trots att tujon ursprungligen antogs ha liknande egenskaper som THC (den verksamma substansen i cannabis) har detta numera avfärdats. Tujon påverkar inte hjärnans receptorer alls på samma sätt som THC och det finns alltså inget vetenskapligt stöd för att tujon har någon cannabisliknande effekt.